# Alf Hambe
Alf Gunnar Hambe, född 24 januari 1931 i Rävinge i Halland, död 6 maj 2022 i Steninge distrikt i Halland, var en svensk viskompositör, författare och trubadur.  

## Biografi
Alf Hambe var son till rektorn och poeten Johan Hambe och småskollärarinnan Lilly, född Stenström. Efter studentexamen vid Halmstads högre allmänna läroverk 1951 avlade han folkskollärarexamen i Helsingborg 1954, och arbetade sedan som lärarvikarie i ett tiotal år. Han debuterade som vissångare i Göteborg 1959, och var några år senare etablerad som trubadur med uteslutande egna alster på repertoaren. 
Genom åren gjorde han ett stort antal turnéer runt om i Norden, framför allt i Sverige och Norge. Han gjorde också program i radio och TV. Diskografin omfattar drygt ett tjugotal skivor, och några av hans visor har även tolkats av bland andra Alice Babs, Fred Åkerström, Hootenanny Singers och Jakob Hellman.  
En viktig del av Hambes visvärld är förlagd till Molom, en plats i gränslandet mellan fantasin och verkligheten där man "kan vandra mol allena". Även sagoplatsen Ingeland (som möjligen ska förstås som en del av Molom) är ett återkommande motiv, både i hans poesi och prosa. Namnet Ingeland är inspirerat av de många orter i Halland som slutar på -inge, och Molom lånar sin geografi från området runt Steninge, där Hambe bodde från 1960-talet med sin hustru Ulla, född Linder (1935–2021).
I sitt diktande var han också inspirerad av resor han gjort, och många av hans visor hämtar teman från grekisk, nordisk eller keltisk mytologi (riddaren Parcifal är en återkommande karaktär). Åter andra hade formen av rena livsbetraktelser, ofta med dragning åt mystik och meditation. Hans kompositioner visar påverkan från svenska folkvisor samt medeltida ballader, och hans texter har en egenartad personlig prägel.
Till Hambes 75-årsdag utgavs boken Ordmålaren vid Västerhavet (2005), där hans vänner tecknade ett personligt porträtt av honom. I januari 2008 mottog han medaljen Litteris et Artibus för "framstående konstnärliga insatser som författare och viskompositör".
Hans samlade lyriska verk och kortprosa, från dittills 17 utgivna dikt- och vissamlingar, publicerades 2018 i boken I långa lopp och längslar.

## Verklista

### Musiktryck
- 1962 – Astronaut till häst
- 1965 – Visa i Molom
- 1967 – Gröne Greven
- 1969 – Vragavisor
- 1972 – Fyra vindarnas hus
- 1975 – Se dig i vågspegeln
- 1976 – Soria Moria Vilse Per
- 1978 – Molom – en värld i Belums tecken
- 1978 – Vem blåser i flöjt från Undrans land
- 1980 – Unica-box
- 1981 – Ätra-Jungfrun
- 1983 – Till Undrans land
- 1985 – Ingeland-Annorstädes
- 1986 – Svindelskalle
- 1989 – I Vidundrans hus
- 2000 – I välsignan och fröjd – en folkmusikmässa av Alf Hambe (text) och Hans Kennemark (musik)
- 2001 – Ännu en sång om Den Gröna Dimmans Skog
- 2007 – Rekviem : nu är en dag framliden av Alf Hambe (text) och Hans Kennemark (musik)
- 2016 – Månekalk över Molomhav: visor från skilda håll
- 2018 – I långa lopp och längslar (samlade lyriska verk och kortprosa)

### Övriga tryck
- 1984 – Sagan om Ingeland
- 2018 – Mykoniden & En odysée
- 2019 – Stjärnorna blommar om natten

### Diskografi

#### Album
- 1965 – Alf Hambe i Molom
- 1966 – Vägvisor och vågspel
- 1968 – Vraga
- 1974 – Se dig i vågspegeln
- 1976 – Samlar på öar (med gruppen Skogsfiol & Flöjt)
- 1977 – Molom
- 1978 – Vem blåser i flöjt från Undrans land
- 1980 – Då fåglarna spelade
- 1983 – Ingeland – Annorstädes
- 1984 – Musik aus Molom (inspelad live i Kiel)
- 1986 – Svindelskalle
- 1991 – Från Molom till Annorstädes 1 (kassett)
- 1993 – Från Molom till Annorstädes 2 (kassett)
- 1993 – Guldspår
- 1997 – Ännu en sång om den gröna dimmans skog
- 2000 – Till Undrans land
- 2001 – Från Molom till Annorstädes
- 2003 – I Alphtars land
- 2005 – Ingeland
- 2006 – I sommarn sena
- 2011 – I Vidundrans land

#### Andra artister sjunger Hambe (i hela skivproduktioner)
- 1980 – Kent Lampa: Besök i Molom
- 1990 – Eva Bartholdsson: Månevit
- 1999 – Jan-Olof Andersson & Nova Cantica: Molom – en värld...
- 2011 – Elin Lyth:  Ros i snö

### Visor (urval)
- Visa i Molom
- Gröne greven
- Kajsas udde
- Orgeln på vinden
- Odysseus

## Priser och utmärkelser (urval)
- 1970 – Hallands landstings kulturstipendium
- 1976 – Halmstad kommuns kulturstipendium
- 1979 – Evert Taube-stipendiet
- 1981 – Hambestipendiet
- 1988 – Nils Ferlin-Sällskapets trubadurpris
- 1990 – Evert Taube-priset
- 2000 – Fred Winter-stipendiet
- 2004 – Bennystipendiet
- 2005 – Hallandspostens kulturpris
- 2007 – Fred Åkerström-stipendiet
- 2008 – Litteris et Artibus
- 2010 – Dan Andersson-priset
- 2018 – Svenska Akademien – Extra pris på 100 000 kronor ur egna medel.

- Motorvagnen Y1 1403, som används i Krösatågen i Småland och Halland, har fått namnet Alf Hambe.[10][11]

### Fotnoter
1. ↑  https://minnessidor.fonus.se/memorial_page/memorial_page_personal_info.php?order_id=4026920&set_site_id=2&cat=home&sign=d09a8df68f63826a53f0f7da08cef985
2. ↑  ”Alf Hambe är död – ordmålaren från Västerhavet har halat segel”. Sveriges Radio. https://sverigesradio.se/artikel/alf-hambe-ar-dod-ordmalaren-fran-vasterhavet-har-halat-segel--2. Läst 6 maj 2022.
3. ↑  "Vissångaren Alf Hambe är död" i Hallandsposten, läst 7 maj 2022
4. ↑  https://www.ratsit.se/19310124-Alf_Gunnar_Hambe_Steninge/SocnDYlz6IQYQ9lfJY5EuI44BZemZlY8Zb2ay0hDYxc
5. ↑  Ratsit läst 22 juli 2022.
6. ↑  "Alf Hambe". NE.se. Läst 9 november 2014.
7. ↑  Fonus minnessidor
8. ↑  Alf Hambe[död länk] på MusikSök
9. ↑  Hambe, Alf (2018). I långa lopp och längslar: lyrik och kortprosa samlade. Lund: bookLund. Libris 22176455. ISBN 9789188368003
10. ↑  Krösatåg på lokstallet.n.nu
11. ↑  Sävenfjord, Staffan (14 december 2019). ”Nu sjungs det på sista versen...”. SJK. https://www.postvagnen.com/sjk-forum/showthread.php/11489-Nu-sjungs-det-p%C3%A5-sista-versen/page2. Läst 15 december 2019.